# 114.º Congresso dos Estados Unidos
O 114º Congresso dos Estados Unidos foi uma legislatura do órgão legislativo federal dos Estados Unidos da América, composto da Câmara dos Representantes e do Senado. Os senadores e os representantes, eleitos por votação direta em 2014, tem duração de 3 de janeiro de 2015 a 3 de janeiro de 2017; quando também se encerra a Presidência de Barack Obama. Nas eleições de 2014, os Republicanos obtiveram a maioria no Senado pela primeira vez desde o 109º Congresso.

## Eventos principais
- 6 de janeiro de 2015: O incumbente Presidente da Câmara dos Representantes, John Boehner, é reeleito apesar das deserções de 25 membros de seu próprio caucus republicano, o dobro do montante do Congresso anterior.[1]
- 20 de janeiro de 2015: Discurso sobre o Estado da União.[2]
- 3 de março de 2015: Primeiro-ministro de Israel Benjamin Netanyahu discursa na sessão conjunta do Congresso em relação às sanções ao Irão. Netanyahu foi convidado pelo Presidente da Câmara John Boehner sem o aval do Presidente Barack Obama.[3]
- 9 de março de 2015: Senador Tom Cotton redige e envia uma carta à liderança da República Islâmica do Irão, assinada por 47 dos 54 senadores republicanos, na tentativa de questionar a posição da Administração Obama com relação às negociações nucleares no Oriente Médio.[4]
- 25 de março de 2015: Presidente do Afeganistão Ashraf Ghani discursa à sessão conjunta do Congresso.[5]
- 29 de abril de 2015: Primeiro-ministro do Japão Shinzō Abe discursa à sessão conjunta do Congresso, sendo o primeiro líder japonês a fazê-lo.[6][7]
- 24 de setembro de 2015: Papa Francisco discursa à sessão conjunta do Congresso, sendo o primeiro Papa a fazê-lo.[8]
- 25 de setembro de 2015: O Presidente da Câmara John Boehner anuncia sua renúncia ao cargo até o fim de outubro de 2015.[9] Subsequentemente, o Líder da Maioria Kevin McCarthy e sucessor presuntivo de Boehner, abre mão de sua candidatura ao cargo.[10]
- 29 de outubro de 2015: Paul Ryan é eleito Presidente da Câmara dos Representantes por 236 votos (54.3%) a favor.[11] Ryan é o mais jovem a ocupar o cargo desde James G. Blaine, em 1875.
- 12 de janeiro de 2016: Discurso sobre o Estado da União.

## Legislação principal

### Leis aceitas
- Terrorism Risk Insurance Program Reauthorization Act of 2015
- Medicare Access and CHIP Reauthorization Act of 2015
- Iran Nuclear Agreement Review Act of 2015, Pub.L. 114–17
- USA FREEDOM Act: Uniting and Strengthening America by Fulfilling Rights and Ensuring Effective Discipline Over Monitoring Act of 2015
- Trade Preferences Extension Act of 2015
- SPACE Act of 2015
- Fixing America's Surface Transportation (FAST) Act
- Every Student Succeeds Act

## Distribuição partidária

Democratas
Independentes
Republicanos

Democratas
Republicanos

### Senado
| Afiliacão | Partido     | Partido   | Partido                | Total |
| --------- | ----------- | --------- | ---------------------- | ----- |
| Afiliacão |             |           |                        | Total |
| Afiliacão | Republicano | Democrata | Independente           | Total |
| Membros   | 52          | 46        | 2                      | 100   |
| %         | 52%         | 48%       | 48%                    |       |
| Notas     |             |           | Senador como democrata |       |

### Câmara dos Representantes
| Afiliacão | Partido     | Partido   | Total |
| --------- | ----------- | --------- | ----- |
| Afiliacão |             |           | Total |
| Afiliacão | Republicano | Democrata | Total |
| Membros   | 241         | 194       | 435   |
| %         | 57.0%       | 43.2%     |       |

## Liderança

### Senado
- Presidente: Joe Biden (D)
- Presidente pro tempore: Orrin Hatch (R)
- Presidente pro tempore emérito: Patrick Leahy (D)

Liderança da Maioria (Republicana)
- Líder da Maioria: Mitch McConnell
- Líder Assistente: John Cornyn

Liderança da Minoria (Democrata)
- Líder da Minoria: Harry Reid
- Líder Assistente: Dick Durbin

### Câmara dos Representantes
- Presidente: John Boehner (R) → Paul Ryan (R)

Liderança da Maioria (Republicana)
- Líder da Maioria: Kevin McCarthy
- Whip da Maioria: Steve Scalise

Liderança da Minoria (Democrata)
- Líder da Minoria: Nancy Pelosi
- Whip da Minoria: Steny Hoyer

## Senado

### Senadores por estado
| Alabama - Richard Shelby (R) - Jeff Sessions (R) Alaska - Lisa Murkowski (R) - Dan Sullivan (R) Arizona - John McCain (R) - Jeff Flake (R) Arkansas - John Boozman (R) - Tom Cotton (R) Califórnia - Dianne Feinstein (D) - Barbara Boxer (D) Colorado - Michael Bennet (D) - Cory Gardner (R) Connecticut - Richard Blumenthal (D) - Chris Murphy (D) Delaware - Tom Carper (D) - Chris Coons (D) Flórida - Bill Nelson (D) - Marco Rubio (R) Geórgia - Johnny Isakson (R) - David Perdue (R) | Havaí - Brian Schatz (D) - Mazie Hirono (D) Idaho - Mike Crapo (R) - Jim Risch (R) Illinois - Richard Durbin (D) - Mark Kirk (R) Indiana - Dan Coats (R) - Joe Donnelly (D) Iowa - Chuck Grassley (R) - Joni Ernst (R) Kansas - Pat Roberts (R) - Jerry Moran (R) Kentucky - Mitch McConnell (R) - Rand Paul (R) Luisiana - David Vitter (R) - Bill Cassidy (R) Maine - Susan Collins (R) - Angus King (I) Maryland - Barbara Mikulski (D) - Ben Cardin (D) | Massachusetts - Elizabeth Warren (D) - Ed Markey (D) Michigan - Debbie Stabenow (D) - Gary Peters (D) Minnesota - Amy Klobuchar (D) - Al Franken (D) Mississippi - Thad Cochran (R) - Roger Wicker (R) Missouri - Claire McCaskill (D) - Roy Blunt (R) Montana - Jon Tester (D) - Steve Daines (R) Nebraska - Deb Fischer (R) - Ben Sasse (R) Nevada - Harry Reid (D) - Dean Heller (R) Nova Hampshire - Jeanne Shaheen (D) - Kelly Ayotte (R) Nova Jérsei - Bob Menendez (D) - Cory Booker (D) | Novo México - Tom Udall (D) - Martin Heinrich (D) Nova Iorque - Chuck Schumer (D) - Kirsten Gillibrand (D) North Carolina - Richard Burr (R) - Thom Tillis (R) North Dakota - John Hoeven (R) - Heidi Heitkamp (D) Ohio - Sherrod Brown (D) - Rob Portman (R) Oklahoma - James Inhofe (R) - James Lankford (R) Óregon - Ron Wyden (D) - Jeff Merkley (D) Pensilvânia - Bob Casey, Jr. (D) - Pat Toomey (R) Rhode Island - Jack Reed (D) - Sheldon Whitehouse (D) South Carolina - Lindsey Graham (R) - Tim Scott (R) | South Dakota - John Thune (R) - Mike Rounds (R) Tennessee - Lamar Alexander (R) - Bob Corker (R) Texas - John Cornyn (R) - Ted Cruz (R) Utah - Orrin Hatch (R) - Mike Lee (R) Vermont - Patrick Leahy (D) - Bernie Sanders (I) Virgínia - Mark Warner (R) - Tim Kaine (D) Washington - Patty Murray (D) - Maria Cantwell (D) West Virginia - Joe Manchin (D) - Shelley Moore Capito (R) Wisconsin - Ron Johnson (R) - Tammy Baldwin (D) Wyoming - Michael Enzi (R) - John Barrasso (R) |